# Ochroniarz (film)
Ochroniarz (tytuł oryg. Blackjack) – amerykańsko-kanadyjski film sensacyjny z 1998 roku.

## Fabuła
Jack Devlin, były szeryf federalny, uczestniczył w Programie Ochrony Świadków. Obecnie prowadzi jednoosobową firmę ochroniarską na prywatne zlecenia. Otrzymuje takie od Bobby’ego Sterna. Jest on właścicielem kasyna w Nowym Jorku, który jest szantażowany przez gangsterów. Jack ma chronić córkę Bobby’ego, Casey. Dochodzi do nieudanego zamachu, wskutek którego bohater traci wzrok.

## Obsada
- Dolph Lundgren – Jack Devlin
- Kate Vernon – dr. Rachel Stein
- Phillip MacKenzie – Rory Gaines
- Kam Heskin – Cinder James
- Fred Williamson – Tim Hastings
- Andrew Jackson – Don Tragle
- Padraigin Murphy – Casey
- Tony De Santis – detektyw Trini
- Albert Schultz – Derek Smythe
- Janet Bailey – Connie Hastings
- Saul Rubinek – Thomas
- Peter Keleghan – Bobby Stern

i inni